# Kfar Malal

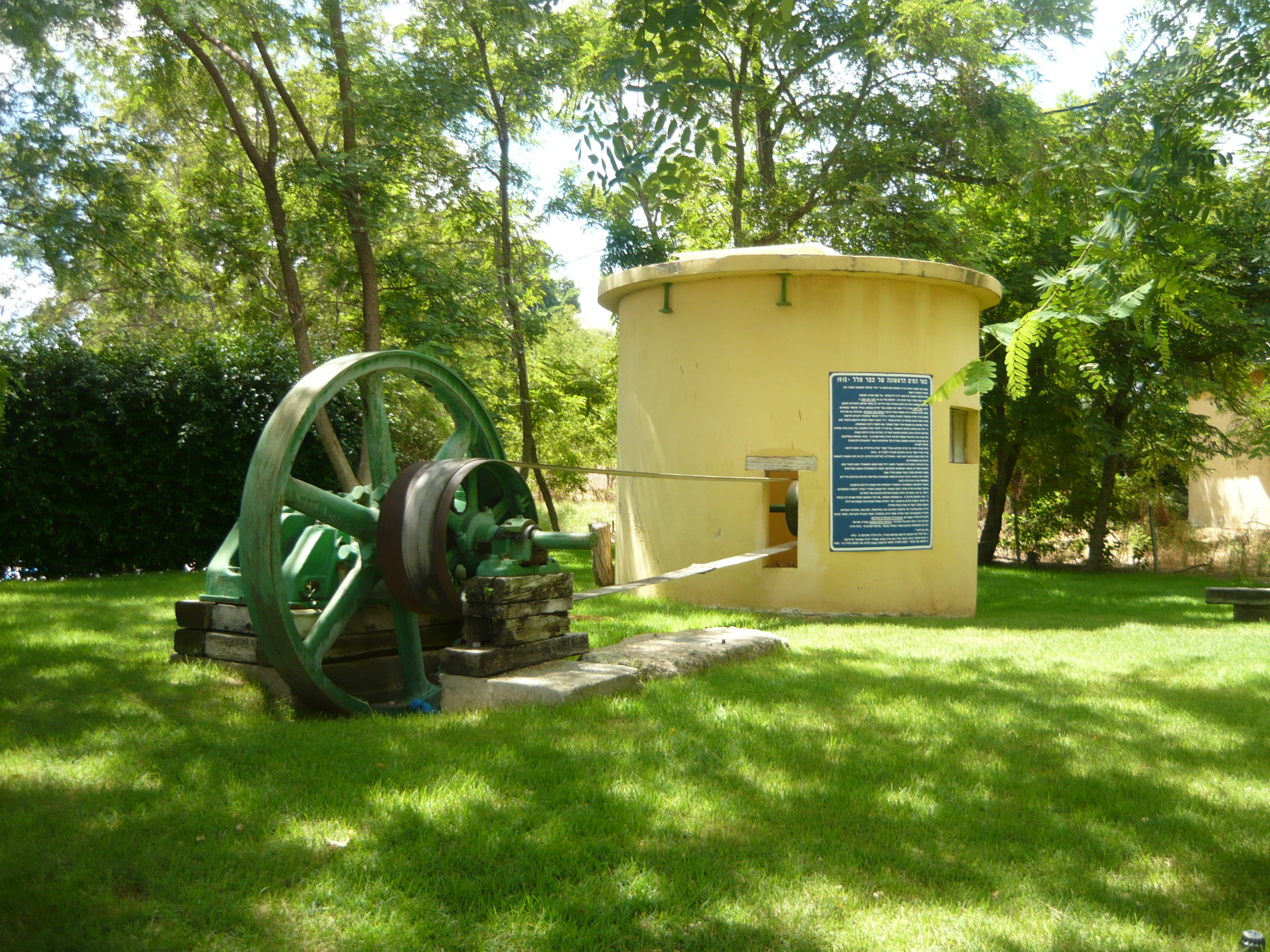
Storico pozzo di Kfar Malal

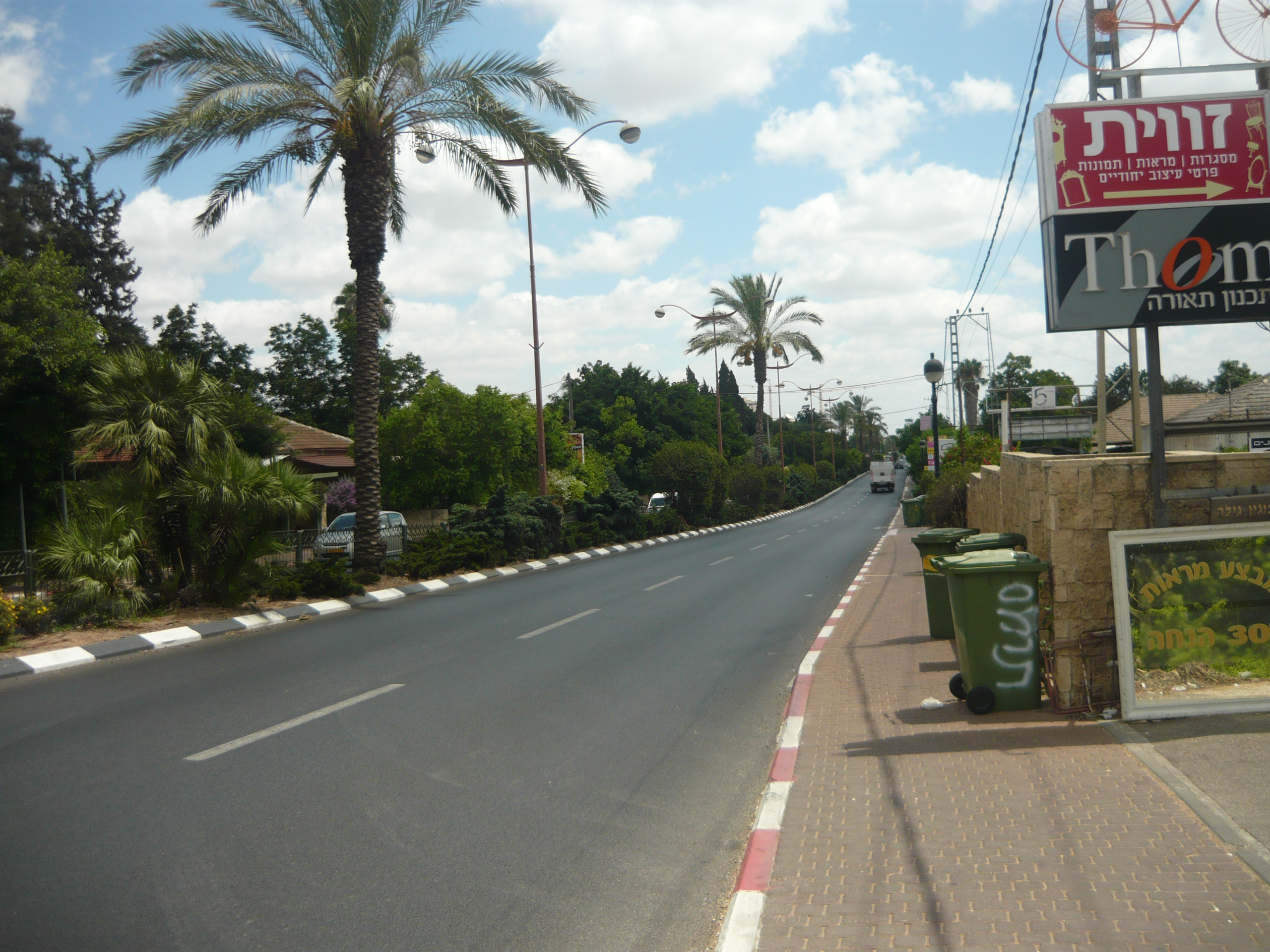
Strada principale

Kfar Malal (in ebraico כְּפַר מַלָּ"ל‎?) è un moshav agricolo situato nella pianura di Sharon, centro-nord di Israele. Conta 450 abitanti e dista 52 km da Gerusalemme.

## Storia
Il villaggio fu fondato nel 1922 con il nome di Ein Hai ("Fontana della vita") e successivamente rinominato Kfar Malal, in onore del letterato ebreo Moshe Leib Lilienblum (1843-1910). Infatti l'acronimo dello scrittore è MLL, Malal (מל"ל).
Il moshav riceve i servizi comunali da parte del Consiglio Regionale HaSharon Drom.
Nel 2006 la "Malal Parco industries" ha firmato un accordo con la banca tedesca Eurohypo per il finanziamento della costruzione del Parco Azorim.